# Fiesta del Santísimo Nombre de Jesús
La Fiesta del Santísimo Nombre de Jesús es una fiesta del año litúrgico, celebrada por los cristianos alrededor del mundo, con variación en sus días de celebración. 
Comúnmente se asocia la fiesta con el día 3 de enero, por la influencia católica, siendo pese a ello una celebración de no estricta observancia, por lo que algunas órdenes monacales católicas lo celebran días distintos. 
La fiesta conmemora el nombramiento de Jesús, que según la tradición bíblica recibió su nombre durante su gestación. Es una de las celebraciones católicas importantes del mes de enero relacionadas con Jesús de Nazaret, junto con la Circuncisión del Señor (1 de enero), la Epifanía (6 de enero) y el Bautismo del Señor (domingo posterior al 6 de enero).  

## Historia
La fiesta fue instituida en el siglo XV por obispos del Sacro Imperio Romano Germánico, siendo celebrada de manera local en las actuales Alemania, Escocia, Inglaterra y Bélgica. Antes de su institución, la fiesta era una celebración popular que se fechaba durante el domingo entre el 1 y el 6 de enero.
En 1721 la fiesta fue elevada a celebración de la iglesia universal, por lo que se extendió a todos los países donde se practicaba el catolicismo.

## Celebración
La fiesta fue consagrada para el día 3 de enero, sin embargo, no es una fiesta de estricta observancia -es decir, que no tiene la importancia que si tienen, por ejemplo, la Navidad o la Epifanía-, por lo que su celebración es opcional. Por ésta razón algunas órdenes monacales católicas varían el día de la celebración: Para los franciscanos, carmelitas y agustinos, la fiesta se celebra el 14 de enero, y para los dominicos el 15 de enero.
La fiesta, si bien se asocia con el catolicismo, es también celebrada por otras iglesias: Los luteranos y las iglesias orientales la celebran el 1 de enero, y los anglicanos el 7 de enero.